# Villalcázar de Sirga

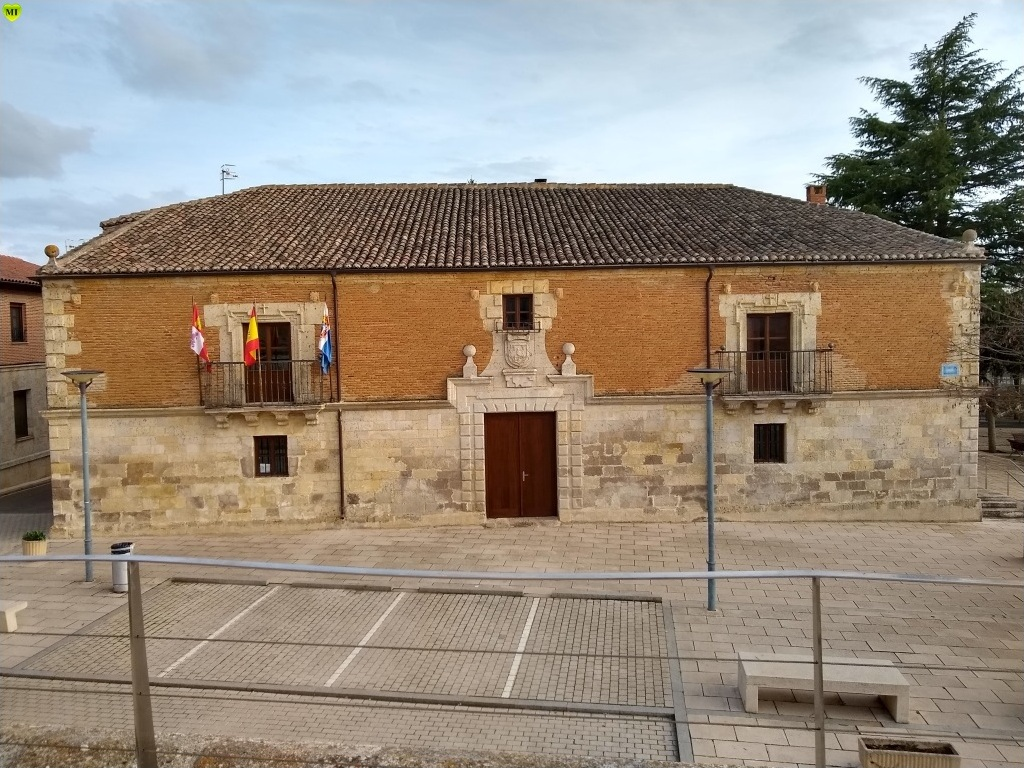

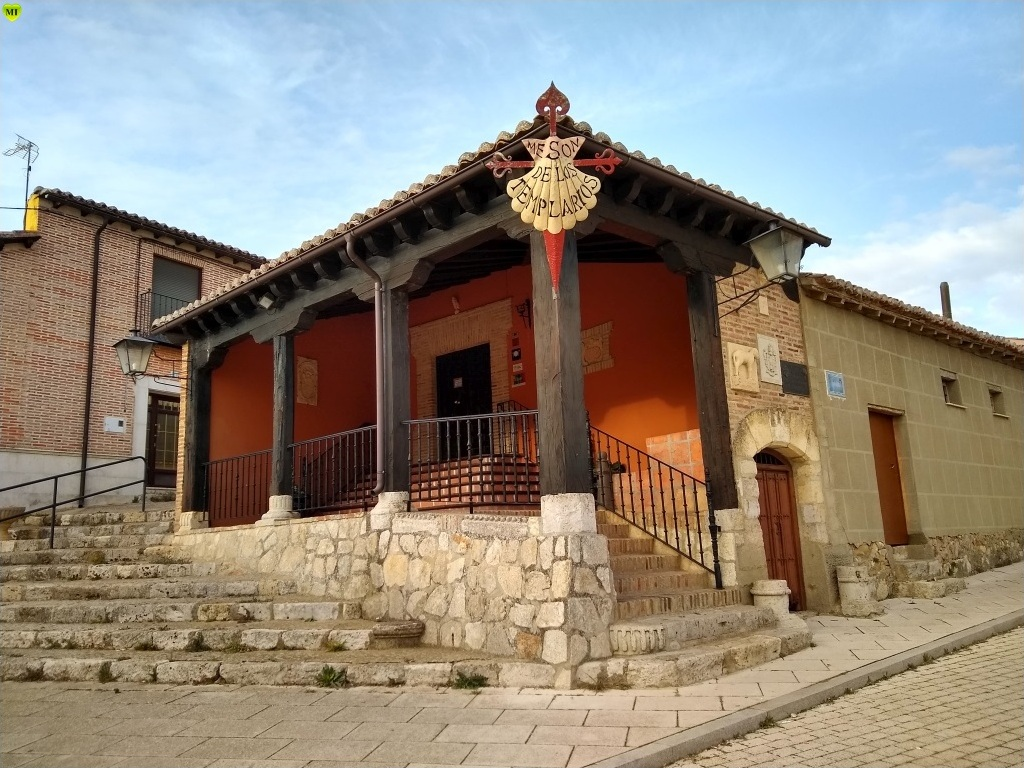
Mesón de los Templarios

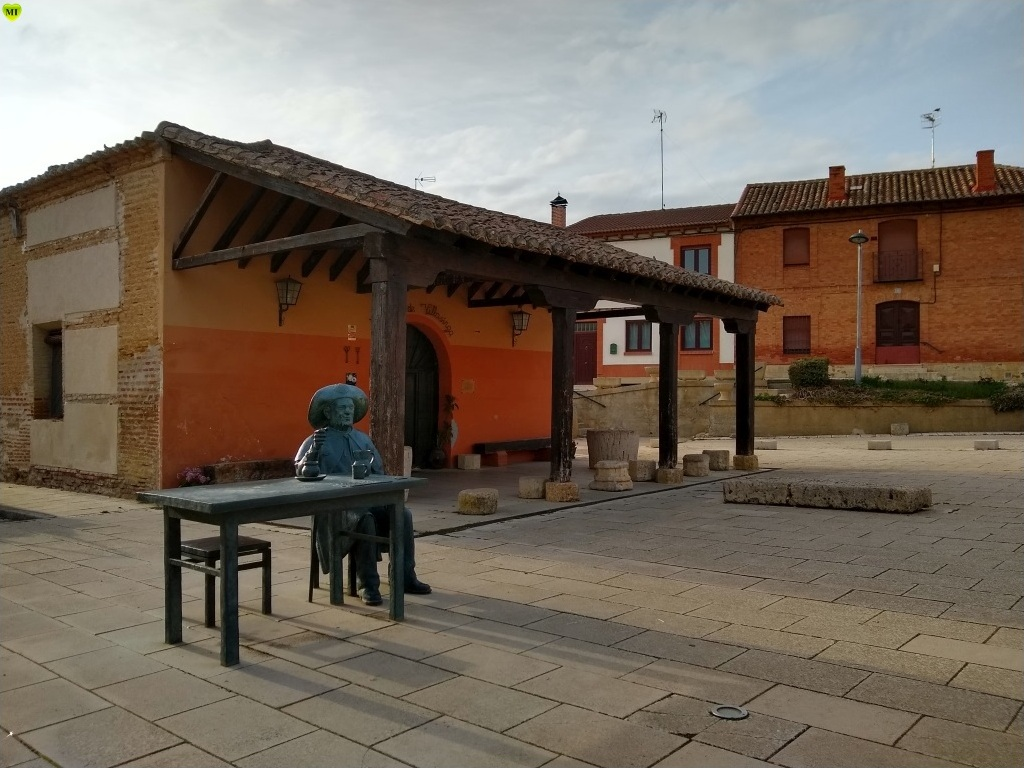
Escultura al mesonero Mayor del Camino de Santiago y mesón de Villasirga

Villalcázar de Sirga es un municipio y localidad española de la provincia de Palencia, en la comunidad autónoma de Castilla y León.

## Toponimia
El topónimo de Villalcázar proviene de la aglutinación del sustantivo latino villa (quinta, granja, etc.) más el árabe القصر -al-qaṣr- (palacio o fortaleza) que a su vez es una deformación del latín castrum (castillo o guarnición militar) y de su plural castra (campamento o cuartel). Ya en la documentación de 1069 se citaba a esta villa como Villasirga en referencia a la vía o camino que pasaba por sus cercanías por el río Ucieza y que debieron de utilizar los primeros peregrinos desviados de la calzada romana. El camino de sirga es un camino o calle que deben dejar los propietarios ribereños a ríos o canales para uso público.
Todavía se denomina La Sirga al viejo Camino Francés, donde confluían, muy cerca de la actual Ermita (del Río), el Camino Norte que recogía los peregrinos que venían por Osorno y Arconada y el más frecuentado del Este, procedente de Burgos y que atravesando Boadilla y Frómista, llegaba hasta Villasirga.

## Geografía

### Ubicación
| Noroeste: Carrión de los Condes | Norte: San Mamés de Campos | Noreste: Arconada                |
| Oeste: Carrión de los Condes    |                            | Este: Arconada, Villovieco       |
| Suroeste Villoldo               | Sur: Lomas de Campos       | Sureste: Villarmentero de Campos |

### Clima
El clima en el municipio se clasifica como mediterráneo continentalizado, de inviernos fríos con frecuentes heladas, y veranos cálidos y secos. La oscilación térmica anual supera los 15 °C mientras que la diaria supera en ocasiones los 20 °C. Las bajas precipitaciones se reparten de forma irregular a lo largo del año, con escasez de las mismas en verano, concentrándose al final del otoño, en los meses invernales y al principio de la primavera.
Según la clasificación climática de Köppen Villalcázar de Sirga se encuadra en la variante Csb, es decir, clima mediterráneo de veranos suaves, con la media del mes más cálido no superior a 22 °C pero superándose los 10 °C durante cinco o más meses. Se trata de un clima de transición entre el mediterráneo (Csa) y el oceánico (Cfb). Sobre la base de los datos de la estación meteorológica situada en Carrión de los Condes, a 6 kilómetros de distancia, los parámetros climáticos promedio aproximados del municipio son los siguientes:
| Parámetros climáticos promedio de C. de los Condes (temperaturas y precipitaciones)                                               | Parámetros climáticos promedio de C. de los Condes (temperaturas y precipitaciones) | Parámetros climáticos promedio de C. de los Condes (temperaturas y precipitaciones) | Parámetros climáticos promedio de C. de los Condes (temperaturas y precipitaciones) | Parámetros climáticos promedio de C. de los Condes (temperaturas y precipitaciones) | Parámetros climáticos promedio de C. de los Condes (temperaturas y precipitaciones) | Parámetros climáticos promedio de C. de los Condes (temperaturas y precipitaciones) | Parámetros climáticos promedio de C. de los Condes (temperaturas y precipitaciones) | Parámetros climáticos promedio de C. de los Condes (temperaturas y precipitaciones) | Parámetros climáticos promedio de C. de los Condes (temperaturas y precipitaciones) | Parámetros climáticos promedio de C. de los Condes (temperaturas y precipitaciones) | Parámetros climáticos promedio de C. de los Condes (temperaturas y precipitaciones) | Parámetros climáticos promedio de C. de los Condes (temperaturas y precipitaciones) | Parámetros climáticos promedio de C. de los Condes (temperaturas y precipitaciones) |
| Mes | Ene.                                                                                | Feb.                                                                                | Mar.                                                                                | Abr.                                                                                | May.                                                                                | Jun.                                                                                | Jul.                                                                                | Ago.                                                                                | Sep.                                                                                | Oct.                                                                                | Nov.                                                                                | Dic.                                                                                | Anual                                                                               |
| --- | ----------------------------------------------------------------------------------- | ----------------------------------------------------------------------------------- | ----------------------------------------------------------------------------------- | ----------------------------------------------------------------------------------- | ----------------------------------------------------------------------------------- | ----------------------------------------------------------------------------------- | ----------------------------------------------------------------------------------- | ----------------------------------------------------------------------------------- | ----------------------------------------------------------------------------------- | ----------------------------------------------------------------------------------- | ----------------------------------------------------------------------------------- | ----------------------------------------------------------------------------------- | ----------------------------------------------------------------------------------- |
| Temp. media (°C) | 3.60                                                                                | 5                                                                                   | 7.40                                                                                | 9.50                                                                                | 13.10                                                                               | 17.20                                                                               | 20.50                                                                               | 20.20                                                                               | 17                                                                                  | 12.10                                                                               | 7.20                                                                                | 4.40                                                                                | 11.4                                                                                |
| Precipitación total (mm) | 50.60                                                                               | 36.40                                                                               | 30.60                                                                               | 48.20                                                                               | 57                                                                                  | 39.80                                                                               | 27.90                                                                               | 19.20                                                                               | 35.30                                                                               | 54                                                                                  | 50                                                                                  | 49                                                                                  | 498                                                                                 |
| Fuente: Ministerio de Agricultura, Alimentación y Medio Ambiente. Datos de precipitación (1961-2003) y de temperatura (1961-2003) |                                                                                     |                                                                                     |                                                                                     |                                                                                     |                                                                                     |                                                                                     |                                                                                     |                                                                                     |                                                                                     |                                                                                     |                                                                                     |                                                                                     |                                                                                     |

## Historia
La villa de Villalcázar perteneció a la orden del Temple. Debió ser una buena encomienda a juzgar por la importancia de su iglesia. Estuvo fortificada y aún se conservan restos de almenas por el lado norte, además de un fuerte cubo volado. La titular del templo es Santa María, cuyos milagros llegaron a ser famosos en la Edad Media. Alfonso X el Sabio refirió en sus Cantigas doce de estos milagros. El Camino de Santiago hizo una pequeña desviación al llegar a estas tierras para poder aproximarse a este lugar de tanta fama y devoción.

## Geografía humana

### Demografía
Cuenta con una población de 174 habitantes (INE 2024).
| Gráfica de evolución demográfica de Villalcázar de Sirga entre 1842 y 2021                                            |
| |
| Población de derecho según los censos de población del INE. Población de hecho según los censos de población del INE. |

## Patrimonio

### Iglesia de Santa María la Blanca

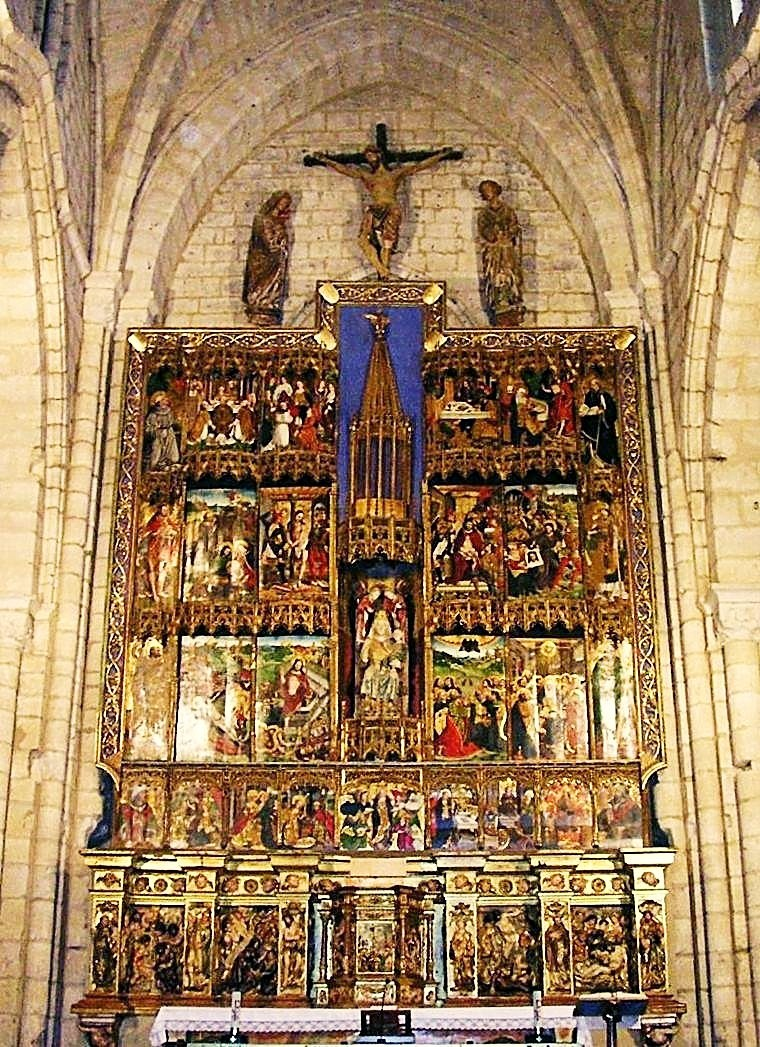
Retablo mayor de la iglesia de Santa María la Blanca

Templo-fortaleza construida por la Orden de los Templarios a finales del siglo XII, en la transición del románico al gótico y tuvo una continuación en el siglo XIV. Está hecha en cantería y el proyecto inicial fue muy ambicioso aunque nunca se completó. Situada en el Camino de Santiago, el rey Alfonso X el Sabio compuso las Cantigas de Santa María inspirado en una de las imágenes que en el templo se custodian, así como por ser el panteón de los restos del infante Felipe, hermano del rey.
Exterior y portadas

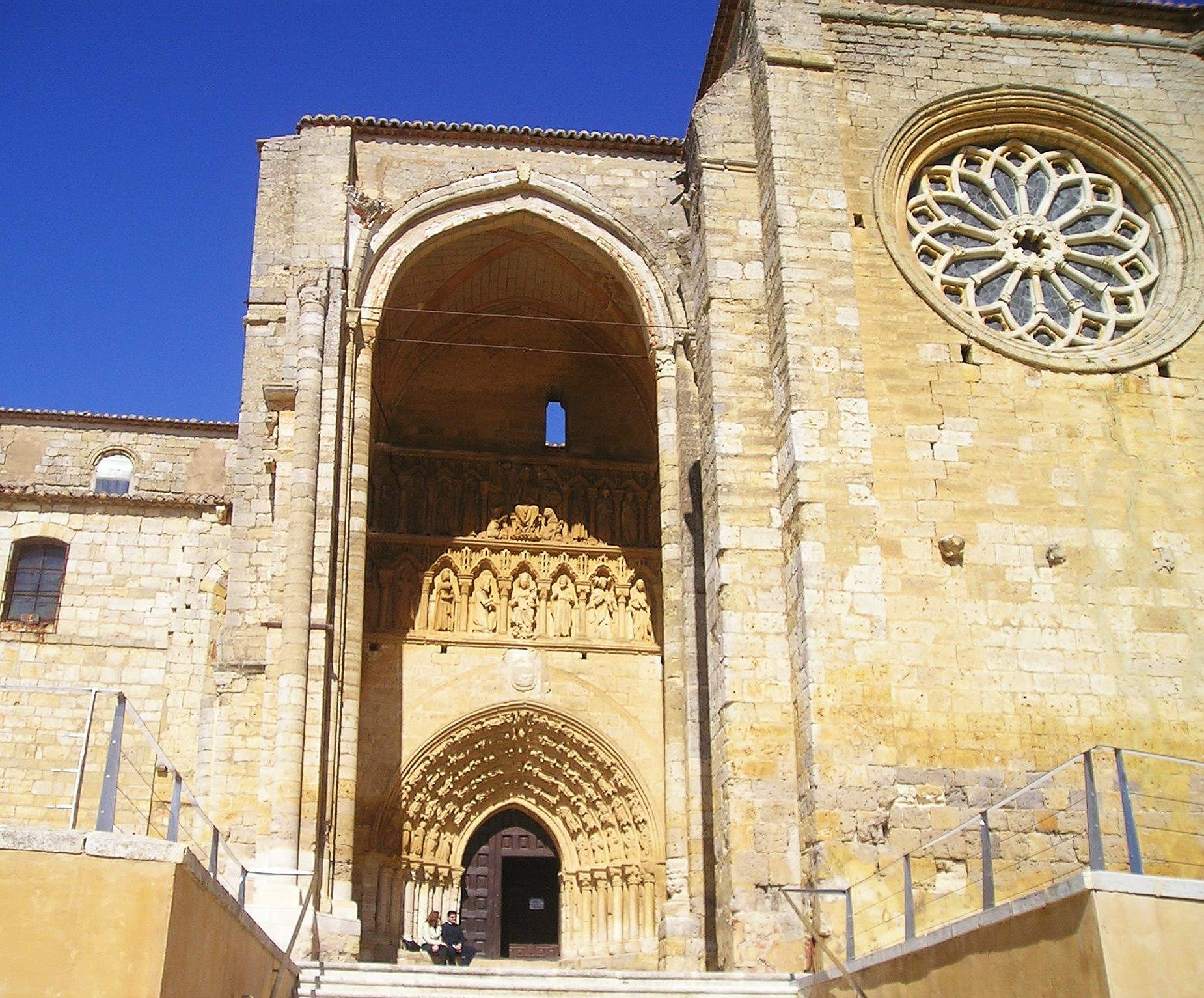
Exterior de la iglesia

Tuvo una portada a los pies, en el lado occidental, llamada Puerta del Ángel, por donde salían los peregrinos para seguir su camino hacia Carrión de los Condes. En 1888 hubo un derrumbamiento de esa zona que arrastró el hastial (fachada), el pórtico y el coro. En 1890 se cerró con un simple muro desnudo y rematado por algunas esculturas de piedra pertenecientes al siglo XIII.
En la fachada meridional está la entrada a la iglesia. Está cobijada por un pórtico de un solo tramo que tiene la altura de la nave mayor y que no se terminó de construir nunca. La puerta de entrada carece de tímpano y no tiene esculturas en las jambas. Consta de cinco arquivoltas que están decoradas con ángeles, santas, santos, clérigos y personajes con instrumentos musicales.
Sobre las arquivoltas hay dos frisos muy interesantes desde el punto de vista artístico. Son dos galerías ciegas con arcos lobulados, y sobre ellos adornos de construcciones arquitectónicas. En los arcos se encuentran las figuras. El friso inferior está compuesto por el tema mariano: Virgen con el Niño, Tres Reyes Magos, San José, Anunciación, cuyo ángel es una de las figuras más delicadas del conjunto
El friso superior está compuesto por el Pantocrátor rodeado de los símbolos de los evangelistas y a derecha e izquierda un apostolado incompleto.

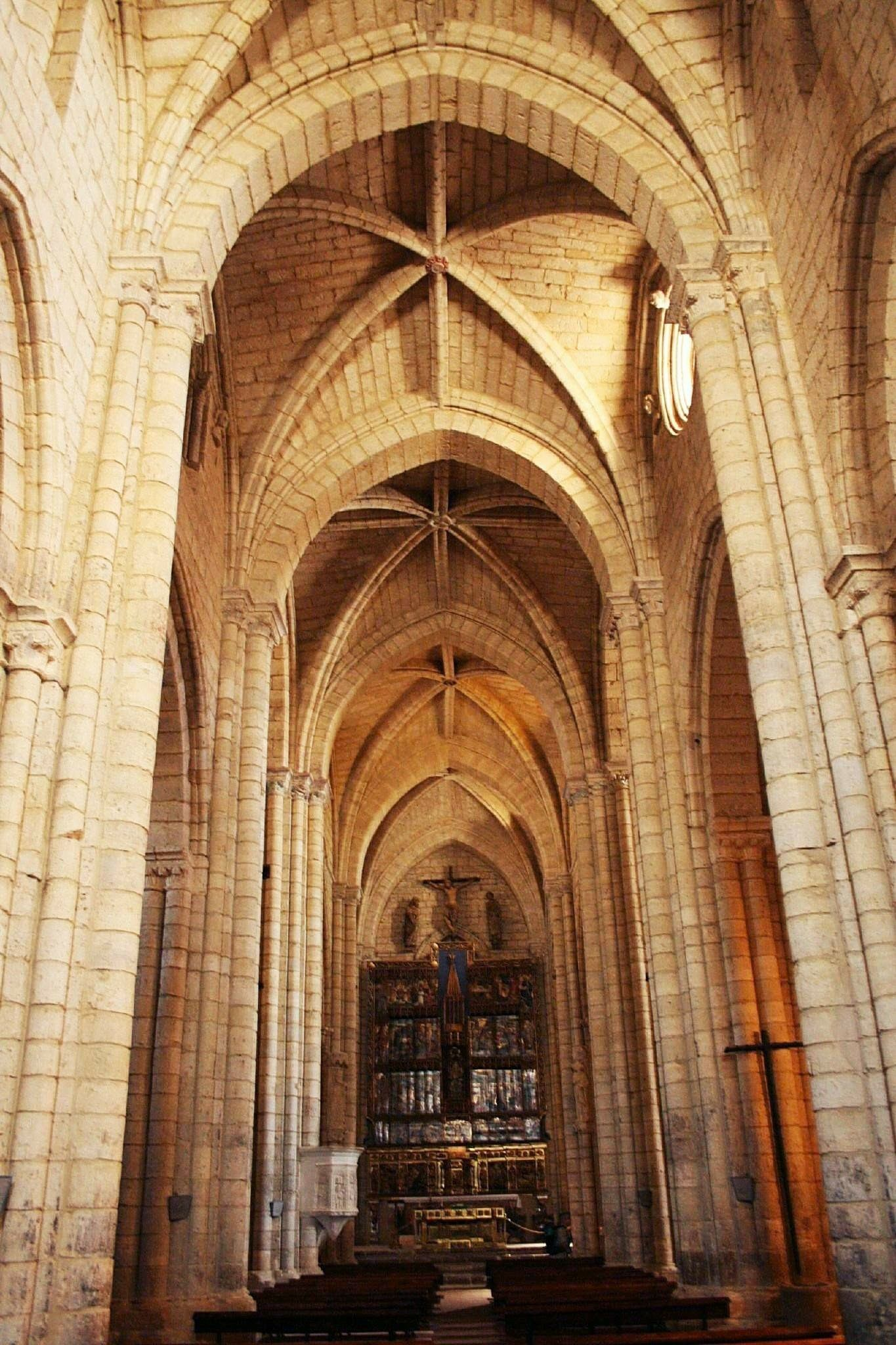
Interior del templo
Consta de tres naves más la cabecera que tiene cinco capillas con un testero recto de influencia borgoñona. La capilla de Santiago en el lado meridional es un añadido del siglo XVI. Tiene la particularidad de estar iluminada por un rosetón. En esta capilla hay tres sarcófagos góticos que pertenecen al infante Felipe, hermano de Alfonso X, quien murió en 1274 y fue enterrado aquí, a su segunda esposa, Inés de Guevara y a Juan de Pereira, caballero de la orden de Santiago. En esta capilla está también la imagen de la Virgen de las Cantigas.
Hay un púlpito del siglo XVI. El retablo mayor corresponde a los siglos XV y XVI.
Como consecuencia de unas obras realizadas aparecieron, de forma casual, diez cantorales y un breviario que datan de los siglos XVI y XVIII. Estos cantorales están escritos en pergamino y a dos tintas (roja y negra), estando plasmada la música gregoriana en pentagramas. Las tapas son de madera y están forradas con piel repujada y sus lomos son de cuero. También ha aparecido un breviario romano que data del siglo XVIII.
Imaginería
Existen además otras piezas góticas de gran interés:
- Relieve de un caballero que despide a su dama, tema propio de la transición entre el románico y el gótico.
- Gran imagen de la Virgen sedente, acompañada de ángeles turiferarios (se llaman así cuando portan incensarios para perfumar con el incienso). Es la Virgen de las Cantigas de Santa María y se halla en la capilla de Santiago. Es del siglo XIII.
- Dos imágenes más de la Virgen, de pie (también en la capilla de Santiago).
- Un calvario sobre el retablo mayor. Los paños abundantes de los trajes de las figuras realizados en piedra pertenecen ya al arte del siglo XIV.

### Palomar del Camino
Espacio museístico.

### Palacio de los Condes de Villasirga
Del siglo XVIII, hoy convertido en casa consistorial. En su fachada aparecen varias cabezas góticas.

### Hospital Real de las Tiendas o de Santiago
Se conservan restos del antiguo Hospital de Santiago, con un escudo con la Cruz de Santiago sobre su arcada y el pósito. A este hospital fue trasladado en 1653 el antiguo Hospital de Villamartín, ubicado entre Carrión y Villasirga bajo la administración del comendador del Hospital de Tiendas, de ahí su nombre.

### Antigua Parroquia de San Pedro

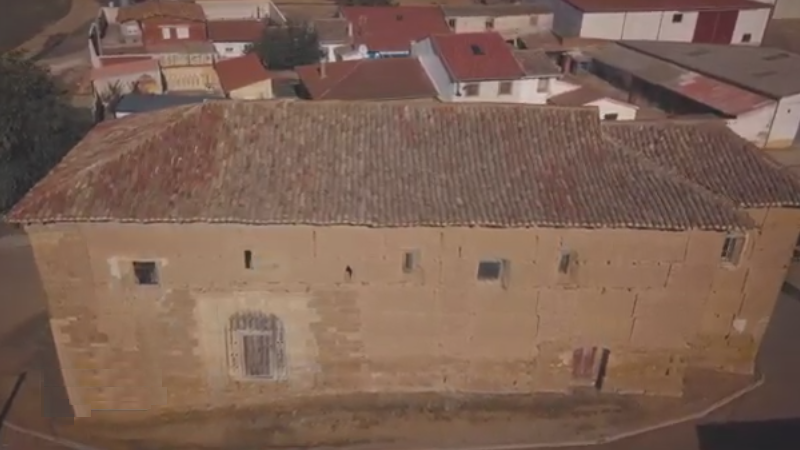
Antigua parroquia de San Pedro

La iglesia más antigua de Villalcázar de Sirga es San Pedro, que data del siglo XI. Pertenecía al cercano monasterio cluniacense 
de San Zoilo de Carrión. Pronto se ve eclipsada por la magnífica Santa María la Blanca, que finalmente absorbe la antigua parroquia y en donde hoy pueden verse algunas piezas, como la pila bautismal del siglo XII.
Este gran edificio de una sola nave, fue parroquia hasta que en 1560 el conde de Osorno las unifica junto a la de La Virgen del Río en Nuestra señora la Blanca. El artesonado está ligeramente trabajado. De aquí es la antigua pila bautismal de la Parroquia actual, las pequeñas pilas aguabenditeras, la talla de S. Pedro y algún retablo de la iglesia.

### Humilladero
A mitad del camino entre la Ermita y el templo, en la carretera de Arconada y antigua ruta de peregrinos, guarda un Cristo en yeso del siglo XV.

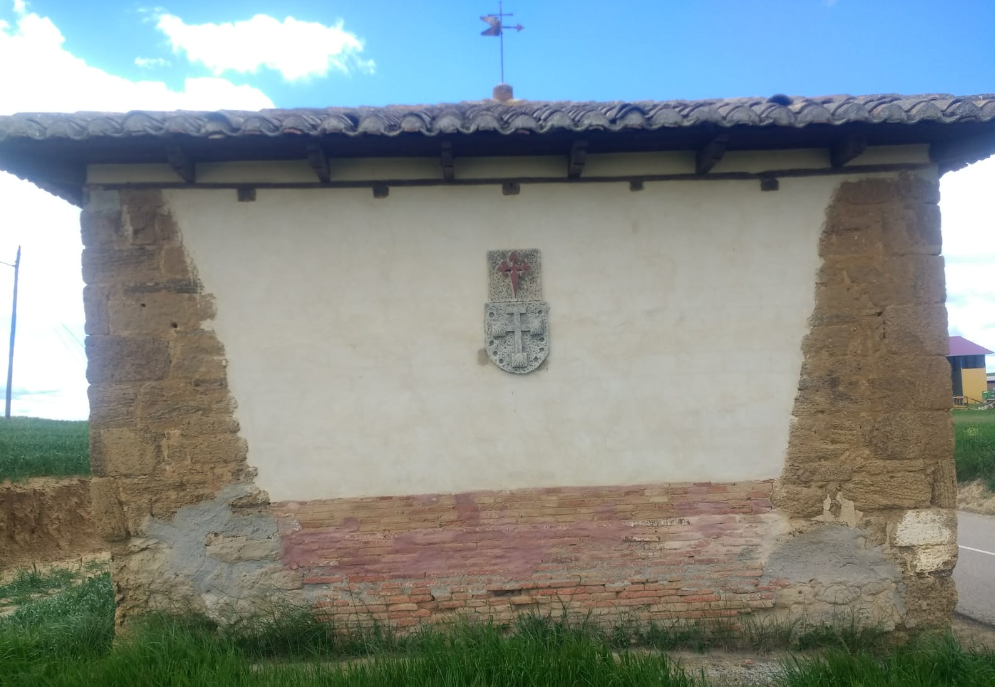
El Humilladero

### Ermita de Nuestra Señora del Río
Siglo XVIII. A un kilómetro del casco urbano. 

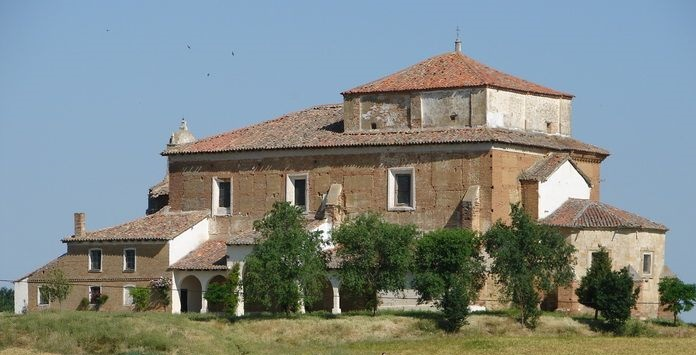
Ermita de la Virgen del Río

Los asentamientos romanos de los alrededores de la Ermita de Nuestra Señora del Río parece que son el origen de la Villa, cercanos a la calzada romana que iba desde de Burdeos a Astorga. Ab Asturica Burdigalam (Astorga-Burdeos) que  durante la Edad Media se le llamó vía  Aquitania, en referencia a la ruta de peregrinos que llegaban desde Francia por  la región de Aquitania, origen del Camino de Santiago francés.
Al siglo XI se remonta la devoción a la Virgen del Río situada a un kilómetro de la Villa en el Camino de Santiago, dirección Arconada,  pero cuando tomó verdadero incremento en toda la comarca fue a partir de 1752… ¿Sustituiría esta devoción a la ya decaída de las Cantigas?... ¿Se inventó una segunda tradición para culto tan famoso? ".
La actual construcción es de ladrillo y tapial del siglo XVIII, quedando junto al camarino de la Virgen restos de un muro de piedra con una ventana románica. Guarda en su interior una talla en madera policromada de la Virgen como mínimo del siglo XVI, y un bello busto en alabastro de Santiago Peregrino del siglo XVI. En la ermita estaba antes el cuadro de alabastro, que guarda hoy la casa Rectoral, también del siglo XVI. 
Su historia comienza el 15 de agosto de 1101 cuando una tormenta y riada arrastra la imagen de la Virgen románica de Tablares y el rescate por los vecinos del barrio de la Sirga, se inicia la construcción de la ermita en el Camarín (actual Virgen del Río. Junto a la sirga del río Ucieza), lugar indicado por la Virgen en el milagro de Villarmentero,.
Hasta que en año 1560 el conde de Osorno unifica las parroquias en la de Santa María la Blanca trasladando a los vecinos y los bienes de las parroquias incluida la imagen románica de la Virgen y la población empieza a llamarse oficialmente Villalcázar de Sirga. Desde entonces la nueva imagen renacentista, más del estilo de la época, preside la Ermita. 
Pasan unos años hasta que se crea la Cofradía a mediados del siglo XVI, enriquecida con jubileo particular cada 25 años por el Papa Inocencio XI, pero la historia del culto a Nuestra Señora del Río tuvo sus altibajos y no sería hasta la segunda mitad del siglo XVIII cuando se levanta el amplio santuario actual sobre los cimientos de la antigua románica. 
Corrían los difíciles días de 1752. Pese a ser el siglo de la prosperidad terracampina, siglo de gran desarrollo agrícola, la región se veía asolada por la terrible peste. Isabel Burgos Pacheco tuvo la piadosa idea. Mandó recaderos por todos los pueblos cercanos. Se comenzaría una solemne novena a la Virgen del Río en la iglesia de los Templarios a las tres de la tarde. La idea fue acogida favorablemente y el 10 de junio al terminar la novena se devolvió en procesión la imagen a su Santuario, como se ha venido haciéndose, desde entonces todos los años durante los dos últimos siglos.
La peste cesó enseguida y del agradecimiento nació la costumbre de cantar diariamente la Salve en la Ermita a la caída del sol.
Desde entonces más han sido los milagros, y su popularidad. Como acción de gracias por el fin de la guerra civil se organizó en 1939 una peregrinación de Palencia y pueblos circunvecinos.

## Tradiciones

### Rigodón de Villasirga
Villalcázar de Sirga tiene, como baile tradicional, un rigodón. Su origen, no documentado, puede proceder del auge del rigodón siglo XIX. También pudo adoptarse por influencia de peregrinos procedentes de Francia, al estar pueblo en el Camino de Santiago.
Es costumbre que, en la víspera de la fiesta de agosto, el 5 de agosto, la Virgen Blanca, se baile el rigodón. Si un año no se baila, se echa en falta. El baile se compone del acordeonista y ocho parejas que forman un cuadro, cuatro y cuatro. El baile tiene una serie de pasos. Todas las personas  tienen que ir cambiándose de pareja, primero de forma transversal; luego se hace un cerco o rueda y, según se va tocando la música, la gente va pasando con las manos en alto; cuando se juntan las parejas tiene que hacer las venias. Todas las parejas se confrontan siempre con todas. Hay una serie de intercambios pautados, entrelazándose, y todos los hombres pasan como parejas por todas las mujeres y viceversa. Se usaban atuendos del siglo XIX, aunque luego se pasó a vestidos de gala modernos.